# ياكوفليف ياك-12
ياكوفليف ياك-12 (بالإنجليزية: Yakovlev Yak-12)‏ هي طائرة منافع من صناعة ياكوفليف. كان أول طيران لها في 1946. دخلت الخدمة في 1947، صنع منها 4,992 طائرة.